# Saison 1940-1941 de l'AS Saint-Étienne
Chronologie
Saison précédente Saison suivante
Cet article fournit diverses informations sur la saison 1940-1941 de l'AS Saint-Étienne, un club de football français basé à Saint-Étienne (Loire).

## Résumé de la saison
- L'armistice débloque quelque peu la situation et le championnat reprend donc à l'automne 1940 et les joueurs regagnent donc les terrains.
- Le recrutement est assez important avec notamment Emonoz, Spetchl, Bigot, Hibst, Bartkowiak. Le nouvel entraîneur, le méridional Emile Cabannes, ancien avant centre de l'équipe, se voit donc confier les rênes de l'équipe professionnelle.
- L'année peu glorieuse (3V, 1N, 12D) se conclut par une dernière place (9e sur 9) et la blessure de Jean Snella qui ne finira pas la saison ce qui se ressentira dans le collectif et la cohésion d'ensemble de l'équipe.
- Depuis l’armistice signé le 22 juin, la France est divisée en trois zones, l’occupée, la non occupée et l’interdite. Ces divisions interdisent la tenue d’un championnat national. Seule la Coupe disputée elle aussi à l’intérieur de chaque zone donne lieu à une phase finale nationale, les vainqueurs de chaque zone se rencontrant entre eux. Le championnat comprend 9 clubs pros en Zone non-occupée où joue l'ASSE.

## Équipe professionnelle

### Transferts
Sont considérés comme arrivées, des joueurs n’ayant pas joué avec l’équipe 1 la saison précédente.
| Arrivées             |  |           |                      |          |   |   |   |
| René Llense          |  | Gardien   | Mobilisation         | -        | - |   |   |
| Arsène Casy          |  | Défenseur | Mobilisation         | -        | - |   |   |
| Emile Cabannes       |  | Attaquant | Mobilisation         | -        | - |   |   |
| Jules Dutilleuil     |  | Défenseur | Transfert            | SC Fives | - |   |   |
| Joseph Biechert      |  | Défenseur | Evadé de guerre      | -        | - |   |   |
| Abdelkader Amar      |  | Défenseur | Transfert            | Boulogne | - |   |   |
| Viktor Specht        |  | Milieu    | Transfert            | Boulogne | - |   |   |
| René Malaurant       |  | Milieu    | -                    | -        | - |   |   |
| Nicolas Hibst        |  | Milieu    | Transfert            | Metz     | - |   |   |
| Roger Bonhomme       |  | Milieu    | -                    | -        | - |   |   |
| Jules Bigot          |  | Attaquant | Transfert            | Lille    | - |   |   |
| Stanislas Bartkowiak |  | Attaquant | Transfert            | CA Paris | - |   |   |
| Karel Hess           |  | Attaquant | Mobilisation         | -        | - |   |   |
| Paul Emenoz          |  | Attaquant | Transfert            | Colmar   | - |   |   |
| Jean Godet           |  | Attaquant | -                    | -        | - |   |   |
| Départs              |  |           |                      |          |   |   |   |
| Guido Nestori        |  | Gardien   | -                    | -        | - |   |   |
| Paul Balducci        |  | Défenseur | -                    | -        | - |   |   |
| Maurice Bachelard    |  | Défenseur | -                    | -        | - |   |   |
| Gaston Gardet        |  | Défenseur | Prisonnier de guerre | -        | - |   |   |
| Ferenc Odry          |  | Milieu    | Prisonnier de guerre | -        | - |   |   |
| Maurice Bout         |  | Milieu    | -                    | -        | - |   |   |
| Marcel Guillot       |  | Milieu    | -                    | -        | - |   |   |
| Laurelut             |  | Milieu    | -                    | -        | - |   |   |
| Joseph Rich II       |  | Milieu    | -                    | -        | - |   |   |
| Michel Brusseaux     |  | Attaquant | Prisonnier de guerre | -        | - |   |   |
| Marcel Lyothier      |  | Attaquant | -                    | -        | - |   |   |
| Pierre Pitiot        |  | Attaquant | -                    | -        | - |   |   |
| Roger Caillol        |  | Attaquant | -                    | -        | - |   |   |
| Ignace Tax           |  | Attaquant | Prisonnier de guerre | -        | - | - | - |

### Championnat

#### Matchs allers
| Date       | N o | Adversaire       | Lieu | Résultat | Buteurs pour Saint-Étienne | Points |
| ---------- | --- | ---------------- | ---- | -------- | -------------------------- | ------ |
| 17/11/1940 | J01 | Marseille        | Ext. | 4 - 1    | Pasquini 58e               | 0      |
| 01/12/1940 | J02 | Cannes           | Dom. | 0 - 1    | -                          | 0      |
| 22/12/1940 | J03 | SO Montpellier   | Ext. | 2 - 1    | Cabannes                   | 0      |
| 18/05/1941 | J04 | Olympique d'Alès | Dom. | 0 - 2    | -                          | 0      |
| 01/01/1941 | J05 | Toulouse         | Ext. | 4 - 2    | Bartkowiak , Bourdier      | 0      |
| 26/01/1941 | J06 | OGC Nice         | Dom. | 1 - 0    | Bigot 49e                  | 2      |
| 16/02/1941 | J07 | Nîmes            | Dom. | 1 - 0    | Bigot                      | 4      |
| 23/02/1941 | J08 | FC Sète          | Ext. | 0 – 0    | -                          | 5      |

#### Matchs retours
| Date       | N o | Adversaire       | Lieu | Résultat | Buteurs pour Saint-Étienne | Points |
| ---------- | --- | ---------------- | ---- | -------- | -------------------------- | ------ |
| 20/04/1941 | J09 | Marseille        | Dom. | 1 - 2    | Conchi 2e (csc)            | 5      |
| 04/05/1941 | J10 | Cannes           | Ext. | 2 - 1    | Spetchl 25e                | 5      |
| 25/05/1941 | J11 | SO Montpellier   | Dom. | 3 - 1    | Pasquini 2e, Cabannes 50e  | 7      |
| 22/05/1941 | J12 | Olympique d'Alès | Ext. | 3 - 1    | Pasquini                   | 7      |
| 30/03/1941 | J13 | Toulouse         | Dom. | 1 - 2    | Emonoz 10e                 | 7      |
| 11/05/1941 | J14 | OGC Nice         | Ext. | 4 - 1    | Spetchl                    | 7      |
| 13/04/1941 | J15 | Nîmes            | Ext. | 5 - 2    | Spetchl 53e, Bigot 80e     | 7      |
| 27/04/1941 | J16 | FC Sète          | Dom. | 1 - 2    | Emonoz                     | 7      |

#### Classement final
| Rang | Équipe                 | Pts | J  | G  | N | P  | Bp | Bc | GA    |
| ---- | ---------------------- | --- | -- | -- | - | -- | -- | -- | ----- |
| 1    | Olympique de Marseille | 24  | 16 | 10 | 4 | 2  | 44 | 16 | 2,75  |
| 2    | Toulouse FC            | 24  | 16 | 11 | 2 | 3  | 37 | 17 | 2,176 |
| 3    | FC Sète                | 18  | 16 | 7  | 4 | 5  | 15 | 11 | 1,364 |
| 4    | AS Cannes              | 18  | 16 | 7  | 4 | 5  | 25 | 23 | 1,087 |
| 5    | OGC Nice               | 16  | 16 | 6  | 4 | 6  | 26 | 19 | 1,368 |
| 6    | Nîmes Olympique        | 16  | 16 | 8  | 0 | 8  | 24 | 35 | 0,686 |
| 7    | SO Montpellier         | 12  | 16 | 4  | 4 | 8  | 28 | 36 | 0,778 |
| 8    | Olympique d'Alès       | 9   | 16 | 3  | 3 | 10 | 11 | 36 | 0,306 |
| 9    | AS Saint-Étienne       | 7   | 16 | 3  | 1 | 12 | 17 | 34 | 0,5   |

### Coupe de France

#### Tableau récapitulatif des matchs
| Date       | N o    | Adversaire  | Lieu      | Résultat | Buteurs pour Saint-Étienne                      | Suite                    |
| ---------- | ------ | ----------- | --------- | -------- | ----------------------------------------------- | ------------------------ |
| 15/12/1940 | 1/16e  | CS Lugdunum | Dom.      | 13 - 0   | Bigot , Hess , Amar                             | Qualifiés pour les 1/8e  |
| 12/01/1941 | 1/8e   | Annecy      | Annecy    | 1 - 2    | Bigot , Hess                                    | Qualifiés pour les 1/4   |
| 02/02/1941 | 1/4    | Nîmes       | Toulouse  | 4 - 2 ap | Bartkowiak 60e, Bigot 75e 100e (pen.), Pasquini | Qualifiés pour les 1/2   |
| 02/03/1941 | 1/2    | Alès        | Lyon      | 0 – 0 ap | -                                               | A rejouer                |
| 16/03/1941 | 1/2    | Alès        | Marseille | 0 – 0 ap | -                                               | A rejouer                |
| 23/03/1941 | 1/2    | Alès        | Lyon      | 4 -1     | Bigot 8e 72e, Pasquini 53e                      | Qualifiés pour la finale |
| 06/04/1941 | Finale | Toulouse    | Marseille | 1 - 0    | -                                               | -                        |

### Statistiques

#### Buteurs
| Place | Nom                  | Championnat Zone non-occupée | Coupe de France | TOTAL des BUTS |
| 1     | Jules Bigot          | 3 buts                       | 15 buts         | 18 buts        |
| 2     | Roger Pasquini       | 3 buts                       | 2 buts          | 5 buts         |
| 3     | Emile Cabannes       | 3 buts                       | 1 buts          | 4 buts         |
| 4     | Viktor Spetchl       | 3 buts                       | -               | 3 buts         |
| 4     | Karel Hess           | -                            | 3 buts          | 3 buts         |
| 6     | Paul Emonoz          | 2 buts                       | -               | 2 buts         |
| 6     | Stanislas Bartkowiak | 1 but                        | 1 but           | 2 buts         |
| 8     | Jean Bourdier        | 1 but                        | -               | 1 but          |
| 8     | Abdelkader Amar      | -                            | 1 but           | 1 but          |
| #     | contre son camp      | 1 but                        | -               | 1 but          |
| Total | 9 buteurs            | 17 buts                      | 23 buts         | 40 buts        |

Date de mise à jour : le 10 septembre 2014.